# Komijske prašume
Komijske prašume (ruski: Девственные леса Коми) je najveća europska prašuma (32,800 km²). Nalazi se na sjevernom dijelu Urala u ruskoj republici Komi. God. 1995., upisana je na UNESCO-ov popis mjesta svjetske baštine u Europi kao najveće područje tajge, tundre i močvarnih tresetišta s rijekama i prirodnim jezerima, na kojima obitavaju uglavnom četinari, ali i vrbe i breze. 
Zaštićeno područje odgovara ruskim zaštićenim područjima prirodnog rezervata Pečora-Iljič (Печоро-Илычский заповедник) i nacionalnog parka Jugjid Va (Югыд ва), najvećeg u Rusiji i Europi (18.917 km²).
Najzastupljenije drveće su Sibirska smreka (Picea obovata), Sibirska jela (Abies sibirica) i Sibirski ariš (Larix sibirica). Fauna uključuje više od 200 vrsta ptica i mnoge vrste rijetkih riba, dok su najzastupljeniji sisavci: sob (Rangifer tarandus), samur (Martes zibellina), euroopska norka (Mustela lutreola) i poljski zec (Lepus europaeus).
Odmah po upisu na popis svjetske baštine zaustavljena je sječa koju je izvodila francuska tvrtka HUET, no usprkos zaštiti još uvijek traje bespravna sječa i onečišćenje okoliša koji čine tragači zlata. Vlada republike Komi, unatoč zabrani, podupire eksploataciju izvora zlata i pokušava pomjeriti granice zaštićenog područja kako bi sjeverne dijelove parka Jugjid Va, gdje se nalaze nalazišta, isključili iz zaštićenog područja, što je nedavno odbio Vrhovni sud.

## Vanjske poveznice
- Komijske prašume na Fundacija zaštite svjetske baštine
- UNEP-WCMC svjetska baština Komijske prašume  Arhivirana inačica izvorne stranice od 10. lipnja 2007. (Wayback Machine) (engl.)

### Ostali projekti
|  | Zajednički poslužitelj ima još gradiva o temi Komijske prašume |